# Radlkofera calodendron
Radlkofera calodendron är en kinesträdsväxtart som beskrevs av Ernest Friedrich Gilg. Radlkofera calodendron ingår i släktet Radlkofera och familjen kinesträdsväxter. Inga underarter finns listade i Catalogue of Life.